# 허우더방
허우더방(侯德榜, 1890년 8월 9일 ~ 1974년 8월 26일)은 중국 화학자이자 화학 엔지니어이다.

## 생애
허우더방은 푸저우시 타이장구의 농민 가정에서 태어났다. 그의 숙모는 허우더방이 푸저우시 대학에서 공부할 수 있도록 후원했다. 1910년에는 상하이 민완 철도 학교를 졸업하고 졸업 후 영국이 자금을 지원하는 진푸 철도에서 인턴으로 일했다. 1911년 허우더방은 페이 핑의 칭화 예비 학교에 입학하여 1000개 과목에서 1913점의 좋은 점수를 받았으며 1912년 칭화 대학을 졸업한 후 현대 기술을 공부하기 위해 미국으로 파견 되었다. 미국으로 건너간 이후 메사추세츠 공과대학교 (1917)에서 화학 공학 석사 학위를 받았으며 이후에 컬럼비아 대학교(1921)에서 박사 학위를 받았다.

#### 주요활동
1926년 미국 필라델피아에서 열린 국제박람회에서 레드트라이앵글로 최고 영예인 황금상을 수상했다. 허우더방은 특허를 판매하는 대신 순수 알칼리 생산의 기법을 전 세계에 소개하는 '순수 알칼리 생산'이라는 책을 저술하고, 그 지식을 세계 각지의 전문가들과 공유했다. 1948년에 그는 Academia Sinica의 첫 번째 학자로 선출되었다. 1950년부터 허우더방은 중공업부 화학공업국 컨설턴트로 활동했다. 1950년대에 허우더방은 기술자들에게 '암모니아에서 중탄산암모늄으로의 탄화방법' 공정을 개발할 수 있도록 이끌었고, 이를 통해 소규모 카운티 수준의 비료 공장에서 고품질 비료를 생산할 수 있게 되어 당시 중국의 질소 비료 부족을 어느 정도 완화하였다. 1957년 중국공산당에 입당했고 1959년에는 화학공업부 차관으로 임명되었다. 허우더방의 발견은 탄산 나트륨을 생산하는 솔베 공정 대한 개선이었다.

#### 사망
1974년 8월 26일 허우더방은 백혈병으로 인한 뇌출혈로 베이징에서 사망했다. 허우더방의 이전 거주지는 푸젠성의 성급 문화 유물 보호 단위로 임명되었다.

## 직책
- 메사추세츠 공과대학교 화학 공학 석사
- 컬럼비아 대학교 박사
- Academia Sinica 학자
- 중공업부 화학공업국 컨설턴트
- 화학공업부 차관

## 기타
중국에서 5월 30일은 전국 과기공작자의 날(全國科技工作者日: 과학자의 날)로 2016년 11월 25일 제정되었고 ‘중국 현대 과학자’ 기념우표 시리즈는 1988년 처음 발행되었다. 과학자의 날을 맞아 중국 과학기술 발전에 공헌을 세운 인물들을 선정하여 기념우표로 제작했으며 화학자인 허우더방도 명단에 이름을 올렸다.